# Лаздонская волость
Ла́здонская во́лость (латыш. Lazdonas pagasts) — одна из двадцати двух территориальных единиц Мадонского края Латвии. Граничит с Мадоной (на севере), Марциенской волостью (на юге и западе), Аронской волостью (на северо-западе) и Праулиенской волостью (на востоке). Административным центром волости является село Лаздона.

## География
Территория волости находится на Аронской холмистой равнине Восточно-Латвийской низменности, высшая точка — гора Валгацу (163,9 м).
Реки: Аустрона, Лиса.
Озера: Лаздонас, Раценю и другие.

## История
До Второй мировой войны площадь волости равнялась 70,66 км². Население в 1935 году составляло 1146 человек (530 мужчин и 616 женщин).